# Estação Chiguayante
A Estação Chiguayante é uma das estações do Biotrén, situada em Chiguayante, entre a Estação Concepción e a Estação Pedro Medina. Administrada pela Ferrocarriles del Sur (FESUR), faz parte da Linha 1.
A atual edificação foi inaugurada em 24 de novembro de 2005. Localiza-se no cruzamento da Avenida Libertador Bernardo O'Higgins com o Beco Mellado.